# Karokia
Karokia är ett släkte av insekter. Karokia ingår i familjen gräshoppor.
Kladogram enligt Catalogue of Life:
| Karokia | \| \| Karokia blanci \| \| \| \| \| \| Karokia memorialis \| \| \| \| |
|         | \| \| Karokia blanci \| \| \| \| \| \| Karokia memorialis \| \| \| \| |
|         | Karokia blanci                                                        |
|         |                                                                       |
|         | Karokia memorialis                                                    |
|         |                                                                       |